# سباستین شاردون
سباستین شاردون (انگلیسی: Sébastien Chardonnet؛ زادهٔ ۱۷ اکتبر ۱۹۸۸) راننده رالی اهل فرانسه است. او اولین حضور خود در مسابقات رالی قهرمانی جهان را در سال ۲۰۱۲ در رالی مونت کارلو با خودرو رنو کلیو R3 همراه با نقشه‌خوان خود تیبو د لا های انجام داد.  شاردون اولین امتیاز خود در مسابقات رالی را در سال ۲۰۱۲ در رالی دو فرانس با کسب رتبه دهم رانندگی با سیتروئن دی‌اس۳ رالی قهرمانی جهان به دست آورد.